# ریبرا دبره
ریبرا دبره (به اسپانیایی: Ribera de Ebro) یک منطقهٔ مسکونی در اسپانیا است که در استان تاراگونا واقع شده‌است. ریبرا دبره ۸۲۷٫۱ کیلومتر مربع مساحت و ۲۲٬۹۲۵ نفر جمعیت دارد.